# 朱桢 (主持人)
朱楨（1978年11月4日—），江蘇蘇州人，出生于上海，前上海广播电视台东方卫视中心的主持人，畢業於上海戲劇學院電視藝術系。因其同時主持八檔電視節目，最多時橫跨五大電視頻道，故而自稱“朱八檔”。

## 主持生涯
1998年起以上戲在校生的身份在上海音樂頻道實習，與學虹共同主持《繽紛歌壇》，2001年畢業後加盟，曾主持過《繽紛歌壇》、《勁爆榜》、《第一琴房》、《繽紛音樂劇》、《周末大點播》等欄目。現任《東方新人》、《音樂前線》、《天地英雄校園行》、《閃電星感動》節目主持人。在東視文藝頻道播出的滬語情景劇《老娘舅和他的兒孫們》、《開心公寓》中分別扮演董斌斌和朱利安。
2021年4月18日，上海前首富周正毅在上海万达瑞华酒店举办六十大寿寿宴，朱桢与多名主持人赴宴，并且对“周公子”（周正毅喜欢他人对其如此称呼）不吝溢美之词。上海广播电视台得知後迅速通知主持人离场。当晚8时至9时，六名主持人接到電視台方面的消息後相继离开現場。而后六名主持人因行为有悖于《中国广播电视播音员主持人职业道德准则》等要求被禁止参加各类节目及处分。

## 電視劇
- 2000《情深深雨濛濛》
- 2009《青春进行时》
- 2013《爱情公寓3》客串

## 著作
朱楨在2006年8月出版了自傳《玩美囑憶》。

## 評價
朱楨以其活潑幽默的主持風格風靡滬上熒屏，主持的《東方新人》、《天地英雄校園行》等節目廣受年青觀眾的歡迎。在一些節目中，朱楨常常妙語連珠，逗得觀眾笑聲不斷。但也有人稱他的主持風格過於活潑，在一些節目中大開主持搭檔和嘉賓玩笑。

## 外部連結
- 朱楨的新浪微博
- 朱楨的新浪博客
- SMG網站——相關簡介 （页面存档备份，存于）